# Silverbåge

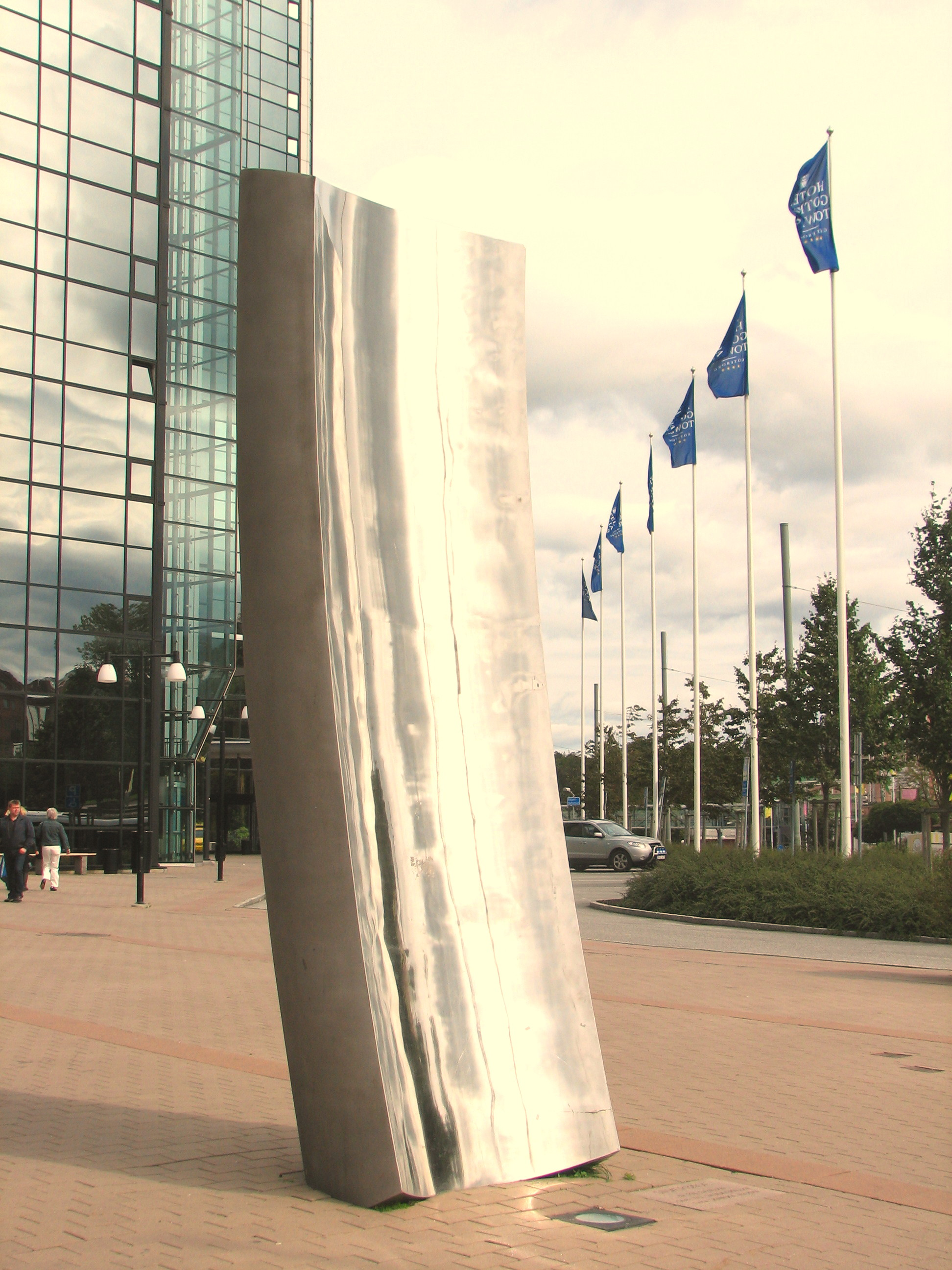
Silverbåge.

Silverbåge är en metallskulptur skapad 2001 av Pål Svensson, placerad på planen framför entrén till Svenska Mässan i Göteborg, nära Korsvägen.
Det är en gåva till Svenska Mässan från Skanska. Den föreställer en båge i silver.